# Metropolia czuwaska
Metropolia czuwaska – jedna z metropolii Rosyjskiego Kościoła Prawosławnego. W jej skład wchodzą trzy eparchie: czeboksarska, ałatyrska oraz kanaska.
Erygowana przez Święty Synod Rosyjskiego Kościoła Prawosławnego w październiku 2012. Obejmuje terytorium Republiki Czuwaszja.

## Metropolici czeboksarscy i czuwascy
- Barnaba (Kiedrow), 2012–2020
- Sawwacjusz (Antonow), od 2020